# Gospa Nilüfer
Gospa Nilüfer (osmanski turski: نیلوفر خاتون‎; turski: Nilüfer Hatun) bila je konkubina drugog osmanskog sultana Orhana I., kojem je rodila trećeg sultana, Murata I. Kao Muratova majka, bila je Valide Hatun – „gospa majka”.

## Etimologija
Nilüferino ime znači „lopoč” na perzijskom.

## Biografija

### Podrijetlo
Nije poznato kada je Nilüfer točno rođena niti tko su joj bili roditelji. Prema legendi iz 15. stoljeća, Nilüfer je bila Grkinja, kći nekog grčkog plemića, koju je sultan Osman I. – Orhanov otac – oteo i dao svom sinu za konkubinu. Njezino je ime, prema legendi, isprva bilo Holophira ili Helena. Suvremeni povjesničari uglavnom sumnjaju u vjerodostojnost tih priča, premda je doista moguće da je ta gospa bila Grkinja te da se preobratila na islam.

### Djeca
Nilüfer i Orhan bili su roditelji sultana Murata i princa Kasima (? – 1346.) te baka i djed sultana Bajazida I. Yıldırıma.

### Nilüferin pokop
Nilüfer je pokopana u Bursi, pokraj sultana Orhana i njegova oca.